# Веджибургер
Веджибургер (англ. Veggie burger) — это вегетарианский гамбургер, который не содержит убойных продуктов (либо продуктов животного происхождения вообще). Замена мясной прослойки может быть сделана из овощей, сейтана, соевого текстурата, бобовых (фасоль, фалафель), орехов, грибов, злаков (например, кукурузы) или семян, таких как лён.

## История
Вегетарианский гамбургер, возможно, был создан в Лондоне в 1982 году Грегори Сэмсом, который назвал его «Вегебургер» (англ. Vegeburger). Грегори и его брат Крэйг имели ресторан натуральной еды в Паддингтоне с 1960 года; гипермаркет Карфур в Саутгемптоне продал 2000 пакетов с бургерами через три недели после его запуска.
Под именем Гарденбургер (Gardenburger), ранний вегетарианский гамбургер был разработан Полом Веннером в 1980 или 1981 году в вегетарианском ресторане Веннера, в Гарденхаусе, в Грешаме.

## Рестораны
Некоторые рестораны быстрого питания предлагали вегетарианскую пищу с начала XXI века.

### В мире
В таких местах как Индия, где вегетарианство является широко распространённым, Макдоналдс и KFC использовали вегетарианские бургеры в своём меню. С февраля 2010 года Макдоналдс в Германии использует вегетарианские гамбургеры во всех своих ресторанах.
Различные виды вегетарианских бургеров также подаются постоянно в ресторанах Макдоналдс:
- Германия (Big Vegan TS, Veganburger TS)[7]
- Дубай (Veggie Surprise, Veggie Deluxe с острым соусом тандури)[8]
- Индия (McAloo Tikki Burger, Dosa Masala Burger, McVeggie, McSpicy Paneer)[9][10]
- Нидерланды (Veggie Spicy McChicken, Veggie Homestyle Crispy Chicken, Veggie McChicken)[11]
- Швеция (McVegan, Crispy Cheese Burger, McPlant, Crispy Cheese El Maco)[12]
- Швейцария (McVeggie, Homestyle Tomato Veggie, Homestyle Honey Mustard Veggie)[13]
- Финляндия (McVegan, Vegan burger, Ruis McVegan)[14]
- Норвегия (Veggie McSpice, Vegetar McFeast)[15]
- Португалия (McVeggie)[16]
- Бельгия (De McVeggie)[17]
- Австрия (McVeggie)[18]
- Словения (Vegi burger)[19]
- Великобритания (Vegetable Deluxe)[20]

### США
В США, по состоянию на апрель 2005 года, «вегетарианские» бургеры были доступны в ресторанах Burger King и Hungry Jack's. В то же время, они были также доступны в некоторых заведениях Subway и Harvey’s, а также во многих ресторанах, таких как Red Robin, Chili’s, Denny’s, Friendly’s, в Johnny Rockets, и Hard Rock Cafe. Иногда вариант «вегетарианский бургер» появляется в нижней части меню, в качестве возможной замены говядины или котлеты из индейки, а не как отдельный пункт меню.